# Andreas Wolff
Andreas Wolff (Euskirchen, 3 marzo 1991) è un pallamanista tedesco, portiere del Kiel e della nazionale tedesca.

## Palmares

### Club

#### Competizioni nazionali
- DHB-Cup: 2

2016-17, 2018-19
- Campionato polacco di pallamano maschile: 4

2019-20, 2020-21, 2021-22, 2022-23
- Coppa di Polonia di pallamano maschile: 1

2020-21

#### Competizioni internazionali
- EHF Cup/European League: 1

2018-19

### Nazionale
- Europei

 Polonia 2016
- Olimpiadi

 Parigi 2024
 Rio de Janeiro 2016

### Individuale
- Handballer des Jahres: 2

2015, 2016
- Campionato europeo maschile di pallamano 2016: miglior portiere
- Campionato mondiale maschile di pallamano 2023: miglior portiere
- Campionato europeo maschile di pallamano 2024: miglior portiere

## Onorificenze
- Lauro d'argento (2016)